# 克拉潘斯基波托克河
45°03′09″N 14°02′55″E / 45.0524°N 14.0487°E

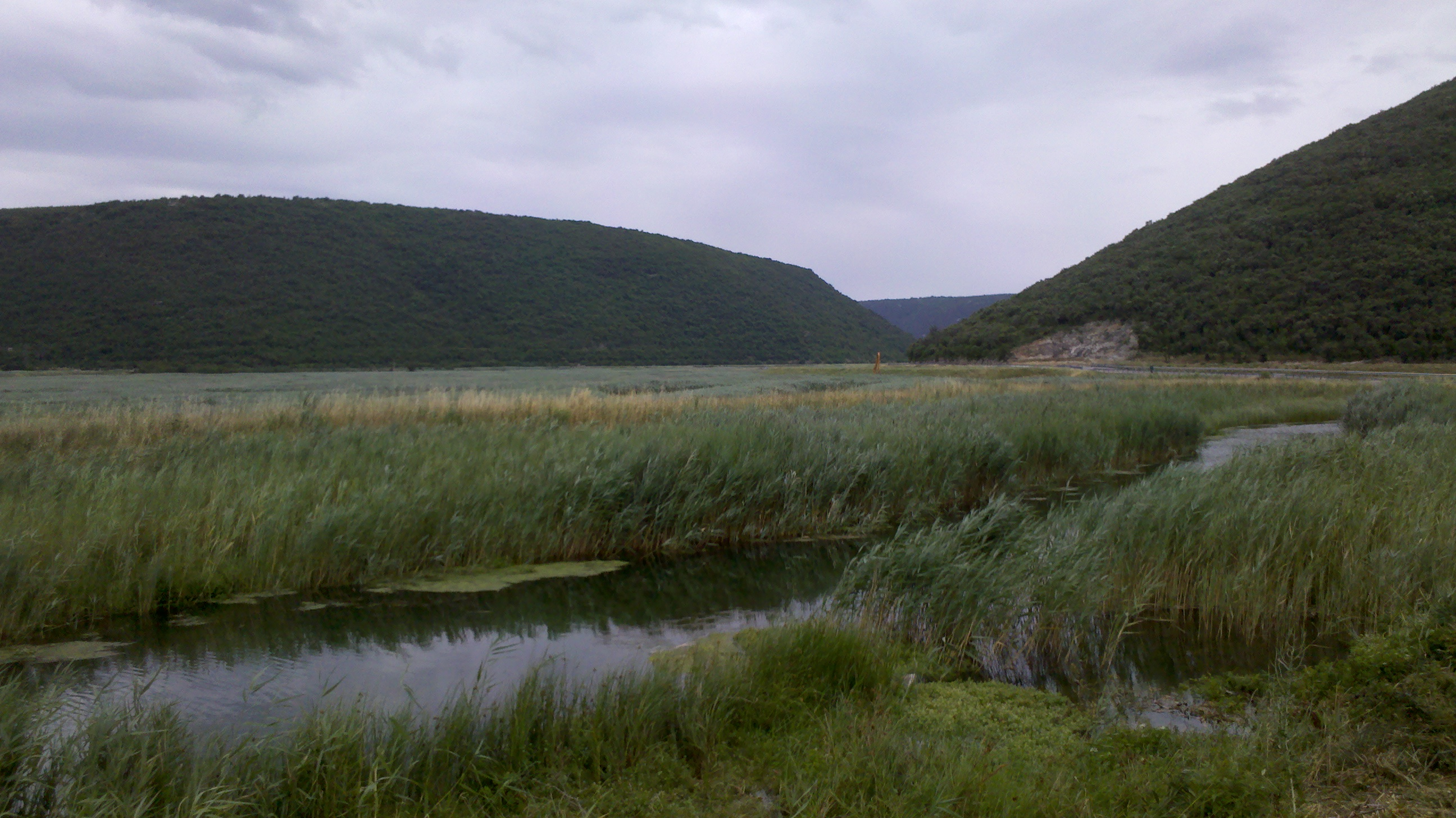

克拉潘斯基波托克河是克羅地亞的河流，位於伊斯特拉半島東部，該河流屬於拉沙河的支流，河道全長5公里，河口處在拉沙附近。